# Суп із бузини

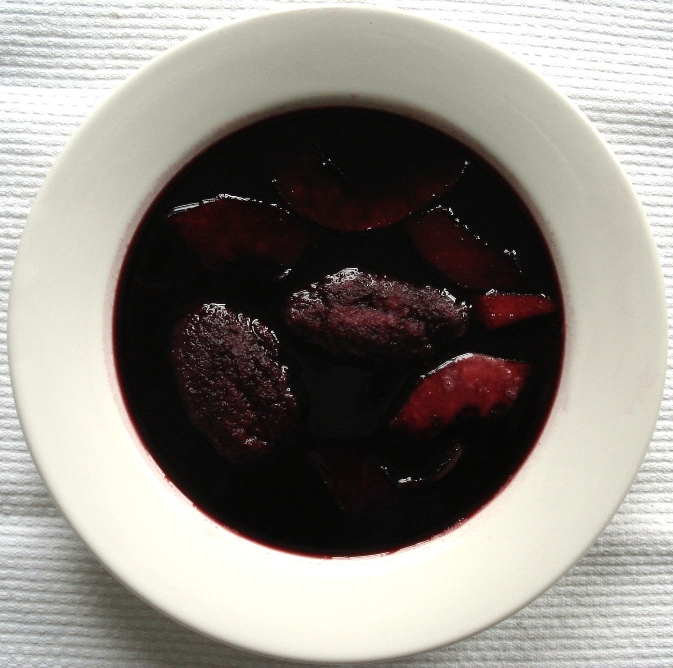
Суп із бузини з манними галушками та яблуком

Суп із бузини (нім. Fliederbeersuppe) — солодкий суп, типовий для Півночі Німеччини та Данії. 
Популярний у Шлезвіг-Гольштейні, Гамбурзі та землі Мекленбург-Передня Померанія і абсолютно неприйнятний, на думку Альфонса Шубека, для баварців. Традиційна страва в померанській, саксонській та австрійській кухні, а також у Фогтланді.

## Приготування
Суп готують із соку ягід чорної бузини, його їдять гарячим із борошняними або манними клецьками, іноді з кнедликами. Сезон супу з бузини — осінь і зима, адже вітамінний сік бузини вважають чудовим засобом проти застуди. Для приготування супу свіжі ягоди бузини відварюють з цукром, проціджують отриманий сік, загущений крохмалем, варять з додаванням лимонної цедри або лимонного соку, а також очищених від шкірки часточок яблука або груші і манними галушками. Якщо суп із бузини готують з борошняними галушками, бузиновий сік не потребує попереднього загущення. Залежно від рецепта в суп з бузини також додають корицю та гвоздику.
У Каринтії в суп із бузини додають дикий майоран, а замість цукру додають мед. У Верхній Австрії в суп із бузини додають чорнослив без кісточок, а у Форарльберзі бузину відварюють у червоному вині, а суп подають зі скибочками білого хліба. У Штирії суп з бузини роблять густішим та подають на сніданок.